# Panisea
Panisea es un género que tiene asignada nueve especies de orquídeas epífita. Son endémicas de Himalaya.

## Descripción
Es una planta muy rara epífita que tiene un nodo ovoide o pseudobulbo ovoide que lleva hojas apicales, estrechas, elípticas o lineares, pecioladas o sub-sésiles que florece en una o varias inflorescencias en forma de racimos con flores de pequeño o mediano tamaño con sépalos y pétalos libres, con labio entero o trilobulado. La columna está curvada y tiene un corto pie con 
cuatro polinias.

## Etimología
El nombre del género se refiere a que los sépalos y los pétalos tienen forma similar.

## Especies
- Panisea albiflora (Ridl.) Seidenf. (1975)
- Panisea apiculata Lindl.  (1854)
- Panisea demissa (D.Don) Pfitzer (1907) - especie tipo
- Panisea distelidia I.D.Lund  (1987)
- Panisea tricallosa Rolfe  (1901)
- Panisea uniflora (Lindl.) Lindl.  (1854)
- Panisea vinhii Aver. & Averyanova  (2006)
- Panisea yunnanensis S.C.Chen & Z.H.Tsi  (1980)
- Panisea zeylanica (Hook.f.) Aver.  (1988)